# Lucius Titinius Pansa Saccus
Lucius Titinius Pansa Saccus est un homme politique de la République romaine. Il est élu à deux reprises tribun militaire à pouvoir consulaire, une magistrature qui, au début de la République romaine, s'est substituée au consulat de façon irrégulière entre 444 et 367 av. J.-C.
En 400 av. J.-C., il est élu avec Publius Licinius Calvus Esquilinus, Lucius Publilius Vulscus, Publius Maelius Capitolinus, Publius Manlius Vulso (de) et Spurius Furius Medullinus (de) ; Rome reconquiert Terracina dans le Latium lors de ce tribunat.
En 396 av. J.-C., il est élu avec Publius Maelius Capitolinus, Publius Licinius Calvus Esquilinus, Publius Manlius Vulso, Cnaeus Genucius Augurinus (pt) et Lucius Atilius Priscus (pt). Il est chargé, avec son collègue Cnaeus Genucius Augurinus, de mener la guerre contre les Falisques et la ville de Capena ; ils tombent dans une embuscade, Genucius est tué tandis que Titinius parvient à réorganiser les troupes et à regagner Rome.